# Sejten kívüli emésztés
A sejten kívüli emésztés olyan folyamat, aminek a során a sejt emésztőenzimeket bocsát ki a sejthártyáján keresztül. Az enzimek olyan mértékben bontják le a táplálékot, hogy a sejt fagocitózissal fel tudja venni a tápanyagokat (pl.: egyszerű cukrok, aminosavak, zsírsavak, vitaminok, ionok, víz).
A többsejtű élőlények többsége így emészt. A sejtek közötti térben végbemegy a folyamat, majd a sejtek felveszik a szükséges tápanyagokat. Ez a folyamat játszódik le az ember tápcsatornájában.